# Mamerthes
Mamerthes — рід совкових з підродини совок-п'ядунів, який зустрічається в Південній Америці.

## Систематика
У складі роду:
- Mamerthes aonia Druce
- Mamerthes aonia Druce, 1891
- Mamerthes conosema Hampson
- Mamerthes croceilinea Schaus, 1916
- Mamerthes cyanacraspis Hampson, 1924
- Mamerthes gangaba Schaus, 1913